# Období Muromači

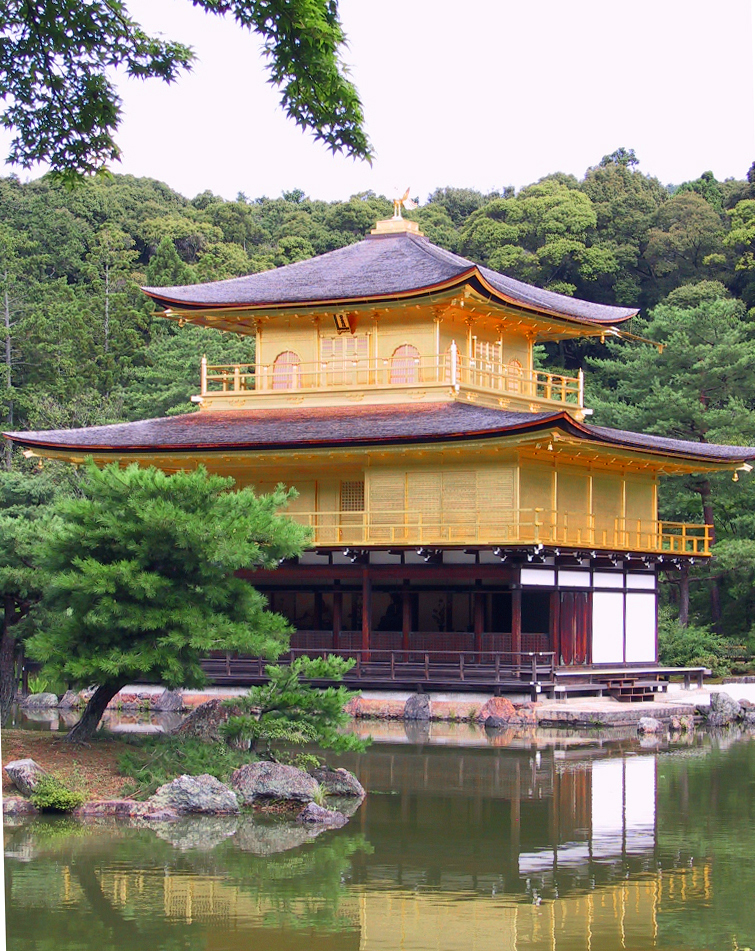
Chrámový pavilon Kinkaku-dži, což v překladu z japonštiny znamená Zlatý pavilon

Období Muromači (japonsky 室町時代, Muromači džidai, také období Ašikaga) bylo období dějin Japonska v letech 1336 až 1573. Epochu definovala vláda šógunátu Ašikaga, který byl oficiálně vytvořen v roce 1336 prvním šógunem Muromači, Takaudžim Ašikagou. Období skončilo v roce 1573, kdy byl patnáctý a poslední šógun Jošiaki Ašikaga vyhnán Nobunagou Odou z hlavního města Kjóta.
První léta období Muromači od 1336 do 1392 jsou známá jako období Nanbokučó neboli Období Severního a Jižního dvora. Roky od 1467 do konce období Muromači jsou také známé jako období Sengoku neboli Období válčících států.

## Vláda rodu Ašikaga
Prohlášení restaurace Kemmu císařem Go-Daigoem a následná vládní opatření zklamaly z různých důvodů samurajský stav. Takaudži Ašikaga proto získal silnou podporu samurajů a podařilo se mu sesadit císaře Go-Daigoa. Přímá vláda císařů skončila a byl obnoven šógunát. V roce 1338 Takaudži založil novou vládu v Kjótu. Následující období vlády Ašikaga (1336–1573) bylo nazýváno Muromači podle jednoho z obvodů Kjóta, ve kterém si vytvořil své hlavní sídlo třetí šógun Jošimicu Ašikaga v roce 1378. To, co odlišovalo bakufu Ašikaga od bakufu Kamakura bylo, že šógunova vláda v období Kamakura existovala v rovnováze s císařským dvorem v Kjótu, oproti tomu v období Ašikaga měl šógun úplnou nadvládu nad císařským dvorem. Přesto bakufu Ašikaga nebyla tak silná a úspěšná jako vláda v období Kamakura a byla značně zaměstnána vnitřními nepokoji. Až za vlády Jošimicua Ašikagy (jako třetího šóguna v letech 1368–1394 a kancléře v letech 1394–1408) se zdá, že byl nastolen řád.

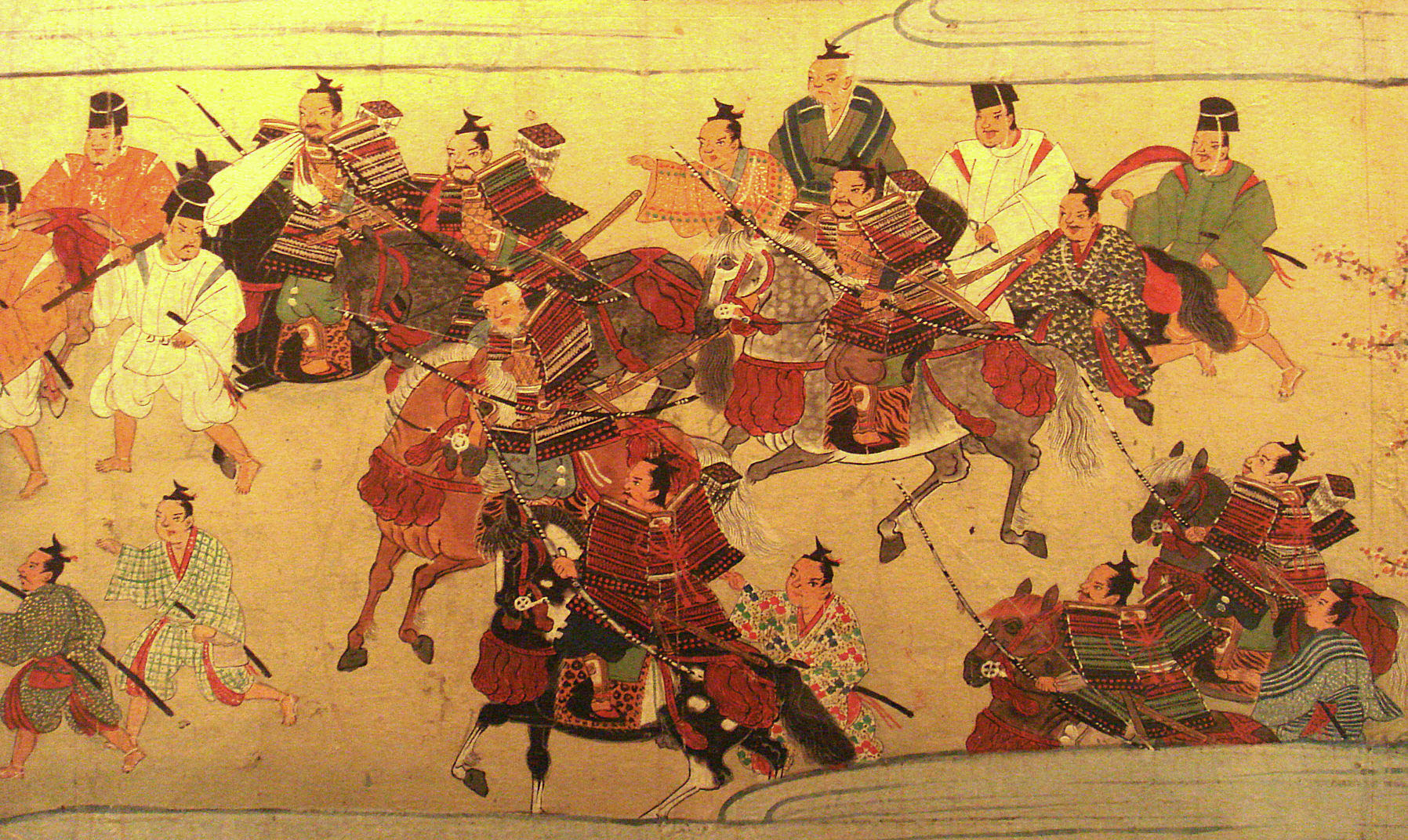
Vzhled samurajů v období Muromači (1538)

Vláda šógunů Ašikaga byla charakterizována nerozhodností a vojenskou bezmocností, která dovolila provinčním vojenským vůdcům, kteří měli během období Kamakura pouze omezenou moc, stát se silnými a na centrální vládě téměř zcela nezávislými vládci provincií, později nazývanými daimjó. Po čase se vytvořila určitá forma rovnováhy mezi šógunem a daimjóy a tři nejprominentnější rodiny daimjóů se střídaly jako zástupci šóguna v Kjótu. Jošimicu v roce 1392 konečně úspěšně sjednotil Severní a Jižní dvůr, ale i přes jeho snahu vytvořit větší rovnováhu mezi soupeřícími císařskými liniemi získal na trůnu brzy převahu Severní dvůr. Síla šógunů, kteří nastoupili po Jošimicuovi, postupně slábla a zvětšovala se síla daimjóů a silných regionálních vládců. Vliv šógunů na císařský dvůr se vytratil a daimjóvé si prosazovali své vlastní kandidáty na následníka trůnu. Po čase se vyskytl v rodině Ašikaga vlastní následnický spor o nástupnictví na post šóguna, který vedl k občanské válce Ónin (1467–1477), jež zanechala Kjóto zdevastované a vypálené a ukončila reálnou politickou moc bakufu na celonárodní úrovni. Šógunové se postupně stejně jako císaři stali pouze ceremoniálními figurami bez reálné politické moci. Mocenské vakuum bylo vyplněno stoletím anarchie.

## Ekonomický a kulturní vývoj

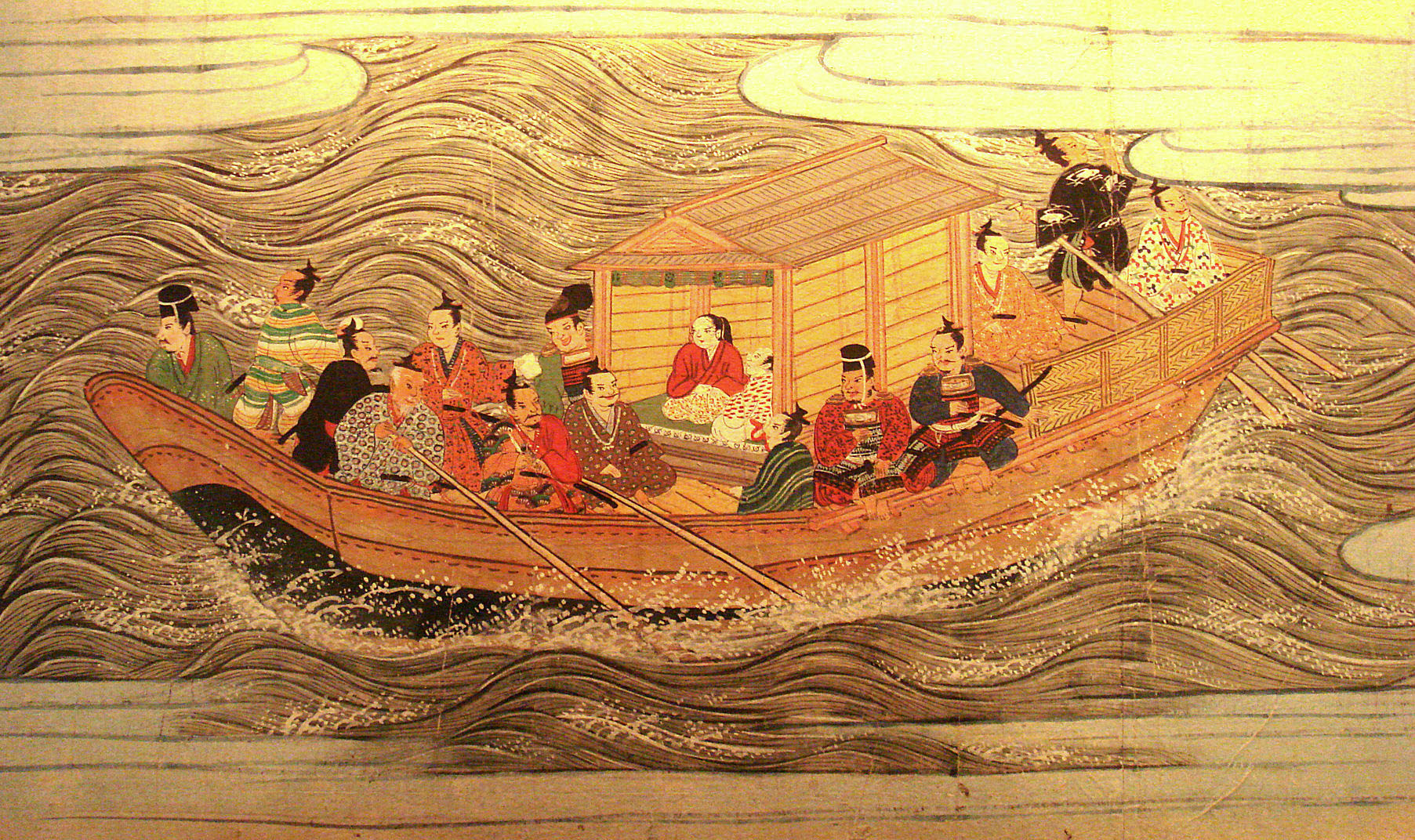
Loď z období Muromači (1538)

Diplomatické kontakty s čínskou dynastií Ming (1368–1644) byly během období Muromači znovu obnoveny. Přispěl k tomu fakt, že Čína hledala spojence k potlačení japonských pirátů v čínských pobřežních oblastech. Japonští piráti působící v tomto období v pobřežních oblastech jižní Číny byli tehdejšími Číňany nazýváni wo-kchou (japonsky wakó). Na druhé straně s úmyslem zlepšit vzájemné vztahy s Čínou a zbavit Japonsko podobné potenciální hrozby útoků ze strany pirátů souhlasil šógun Jošimicu s obnovením vzájemných diplomatických styků s Čínou, což vydrželo dalšího půl století. V roce 1401 obnovil šógun systém vazalských poplatků a v dopisu čínskému císaři se označil jako "Váš poddaný, král Japonska". Japonské cedrové dřevo, síra, měděná ruda, meče a skládané vějíře byly vyměňovány za čínské hedvábí, porcelán a knihy. Japonsko v tom vidělo výhodný obchod.

### Zen buddhismus
Během období vlády rodu Ašikaga se zformovala nová podoba národní kultury zvaná kultura Muromači, která vznikla nejdříve v ústředí vlády v Kjótu a později zasáhla všechny úrovně a vrstvy společnosti. Zen buddhismus hrál významnou roli v šíření této kultury nejen v náboženství, ale i uměleckých směrech, hlavně v malířství, které bylo pod výrazným vlivem malířství soudobých čínských dynastií Sung (960–1279), Jüan a Ming. Spřízněnost císařského dvora a šógunů vedla k promísení členů císařské rodiny, dvořanů, daimjóů, samurajů a kněží. Umění všech druhů – architektura, literatura, drama Nó, komedie, poezie, čajový obřad, zakládání zahrad a aranžování květin – to vše během období Muromači vzkvétalo.

### Šintoismus

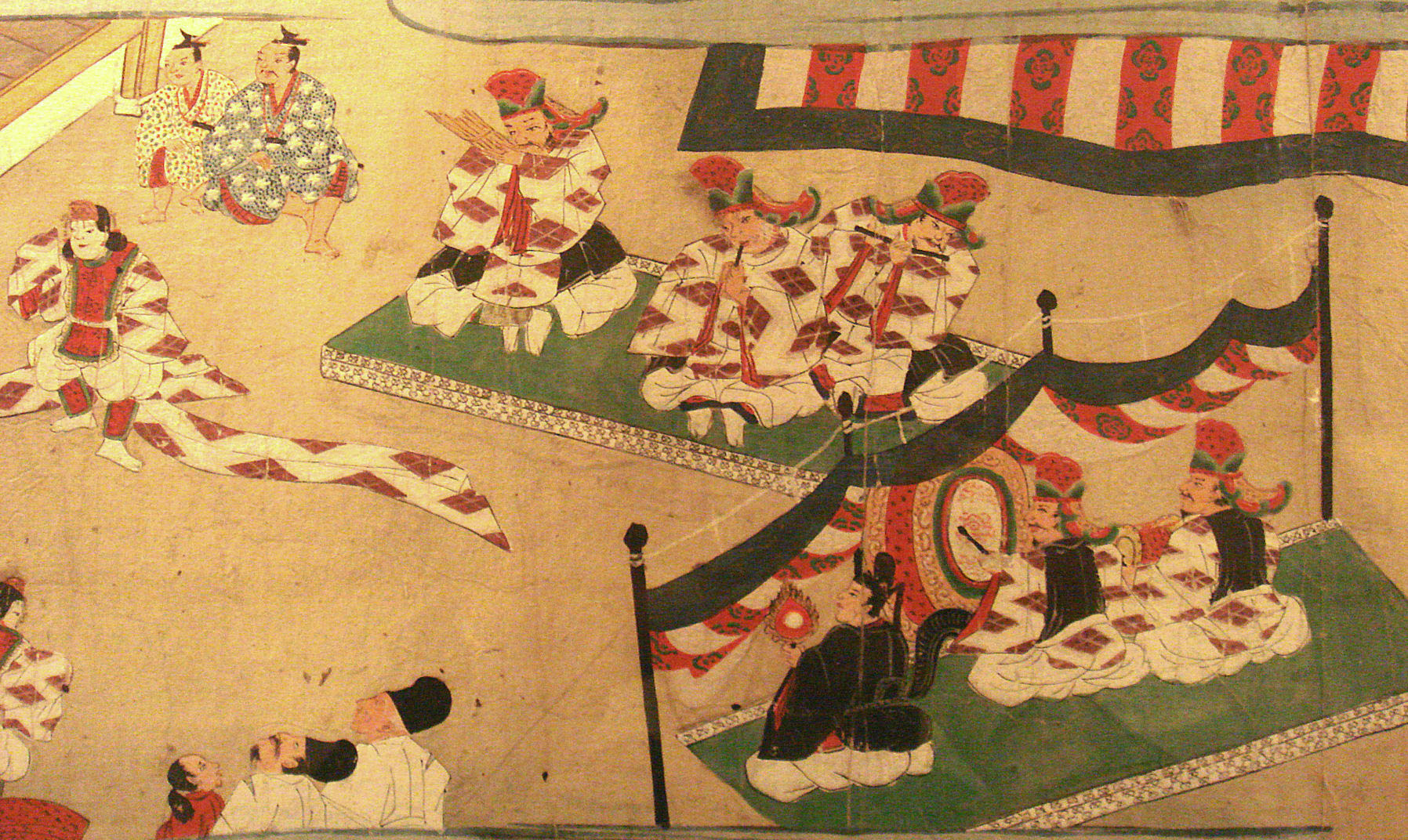
Malba zachycující scénu s hudebníky na císařském dvoře (1538)

Opětovně byl mezi širokými vrstvami obyvatelstva vzkříšen zájem o šintoismus, který pokojně koexistoval po několik staletí s buddhismem, který byl dokonce v období přímé vlády císařů prohlášen státním náboženstvím. Ve skutečnosti šintoismus, který neměl své vlastní náboženské knihy a neměl kněží v pravém náboženském slova smyslu, vznikl jako výsledek synkretických praktik v období Nara, ve značné míře převzal rituály šingon buddhismu. Mezi osmým a čtrnáctým stoletím byl šintoismus téměř úplně absorbován buddhismem a začal být známý jako Rjóbu Šintó (Dvojité Šintó). Mongolská invaze na konci třináctého století přece jen vyvolala národní povědomí o významu šintoistické síly kamikaze v obraně před nepřáteli. Ani ne o padesát let později (1339–43), Čikafusa Kitabatake (1293–1354), hlavní velitel vojsk Jižního dvora, napsal Džinnó Šótóki. Tato kronika zvýraznila důležitost udržení nástupnictví císařské linie od Amaterasu po panujícího císaře, což dávalo Japonsku speciální národní politiku (kokutai). Kromě posílení představy císaře jako božstva, Džinnóšótóki poskytl šintoistický pohled na historii, zvýraznil duchovní charakter všech Japonců a spirituální nadřazenost země nad Čínou a Indií. Výsledkem byla změna, která se postupně objevila v rovnováze mezi duálními buddhisticko-šintoistickými náboženskými praktikami. Mezi čtrnáctým a sedmnáctým stoletím se šintoismus znovu vynořil mezi širokými vrstvami obyvatelstva jako primární víra, vyvinul si svou vlastní filozofii a posvátnou knihu (založenou na konfuciánských a buddhistických kánonech) a stal se velkou nacionalistickou silou.

### Vzdělávání
Konfucianismus začal být uznáván jako učení nezbytné pro daimjó v období Muromači. Když Gendžu Keian, který se vrátil z dynastie Ming, cestoval po Kjúšú, byl pozván klanem Kikuči v provincii Higo a klanem Šimazu v provincii Sacuma, aby měl přednášku, a později založil školu Sacunan (škola neokonfucianismu v Sacumě). V Tose se Baiken Minamimura, který přednášel o neokonfucianismu, stal známým jako zakladatel Nangaku (neokonfucianismus v Tose); v regionu Hokuriku Nobutaka Kijohara přednášel o konfucianismu například pro klan Hatakejama v provincii Noto, klan Takeda v provincii Wakasa a klan Asakura v provincii Ečizen.

## Provinční války a kontakty s cizinou
Válka Ónin (1467–1477) vedla k velkému roztříštění a zničení feudálních panství a celé země: velké úsilí o získání území a rozhodující moci vzniklo mezi pány buši a trvalo až do poloviny sedmnáctého století. Rolníci povstali proti svým pánům a samurajové proti svým pánům poté, co stát přestal být řízen centrálně a garantovat právo a pořádek. Císařský dvůr zchudl a bakufu bylo řízeno rozhádanými vůdci v Kjótu. Provinční panství byla po válce Ónin menší a snadněji ovladatelná. Mnoho nových daimjó území se rekrutovalo z níže postavených samurajů, kteří svrhli své pány. Hraniční opevnění byla vylepšena a byla vybudována dobře opevněná hradní města na obranu nových panství, z nichž se dohlíželo na krajinu, stavěly cesty a otevíraly doly. Nové zákony těchto území poskytly praktické prostředky pro správu, výběr daní a pravidel chování. Důraz byl dáván na úspěch ve válce, správu majetku a na finance. Aliance byly zajištěny prostřednictvím uzavírání sňatků. Aristokratická společnost měla v drtivé většině vojenskou povahu. Zbytek společnosti byl řízen systémem nevolnictví. Šóen (feudální panství) bylo zničeno, dvorní šlechta a nepřítomní vlastníci půdy byli vydědění. Noví daimjóové řídili území přímo, drželi rolníky v soustavném otroctví, za což rolníci dostávali ochranu.

### Ekonomické následky válek mezi státy
Většina válek tohoto období byla krátká a lokální, přestože se vyskytovaly na území celého Japonska. Po roce 1500 byla celá země pohlcena nepřetržitými občanskými válkami. Místo zničení lokálních ekonomik spíše častý pohyb armád stimuloval růst dopravy a komunikací, což poskytlo dodatečné příjmy ze cla a mýtného. Aby se zabránilo takovým poplatkům, obchod se posunul do centrální oblasti, kterou nebyl schopen řídit žádný daimjó a k Vnitřnímu moři. Ekonomický vývoj a snaha ochránit obchodní zájmy vedly k založení obchodnických a řemeslnických cechů.

### Vliv západu

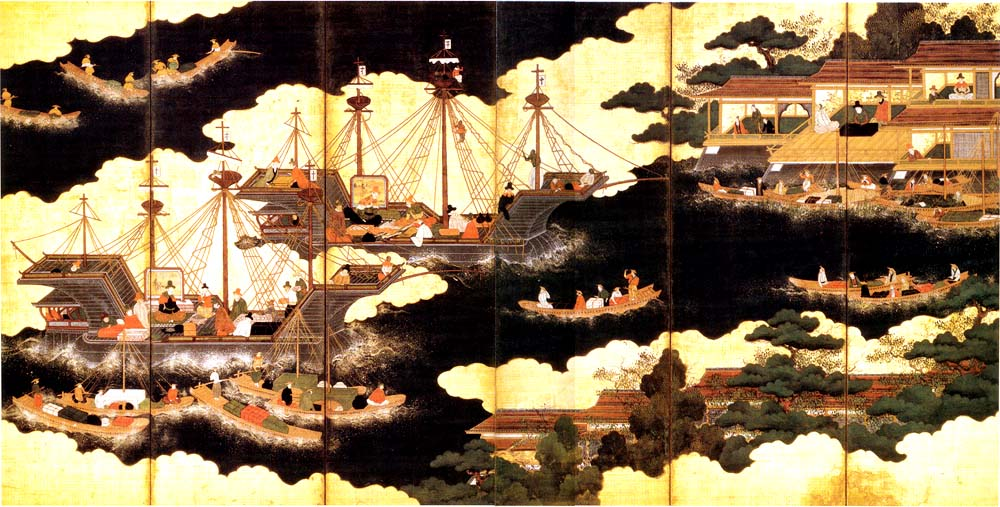
Lodě portugalských obchodníků připlouvaly kvůli obchodu a šíření křesťanství do Japonska již od poloviny 16. století. Malba ze šestnáctého století.

Ke konci období Muromači připluli do Japonska první Evropané. Portugalci přistáli na jižním Kjúšú v roce 1543 a během dvou let vybudovali stálou obchodní základnu, čímž začalo století trvající období obchodu Nanban. Španělé přišli v roce 1587 následováni Holanďany v roce 1609. Japonci se začali pokoušet studovat evropskou civilizaci do hloubky, nové možnosti, které byly poskytnuty ekonomice, byly vážnou politickou výzvou. Evropské palné zbraně, výrobky, sklářské zboží, hodiny, tabák a další západní novinky byly obchodovány s Japonskem za zlato a stříbro. Významné bohatství bylo akumulováno prostřednictvím obchodu a menšími daimjóy, hlavně na Kjúšú, kde výrazně vzrostla jejich moc. Provinční války se staly smrtelnějšími po zavedení palných zbraní, jako byly muškety a kanóny, a větším využívání pěchoty.

### Křesťanství

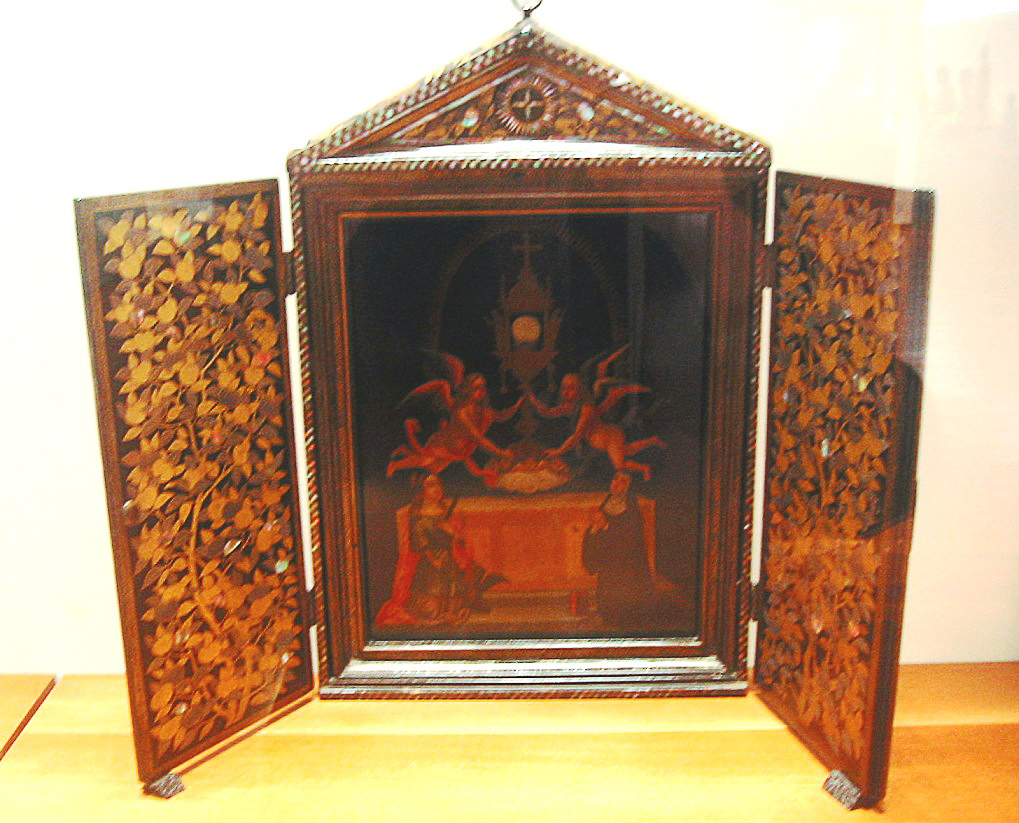
Náboženský obětní oltář používaný japonskými křesťany na konci 16. století. Muzeum Guimet.

Křesťanství mělo na Japonsko vliv převážně přes pokusy jezuitů vedených španělským svatým Františkem Xaverským (1506–1552), který přišel do Kagošimy na jižním Kjúšú v roce 1549. Daimjóové i obchodníci, kteří očekávali lepší obchodní podmínky, stejně jako rolníci byli mezi konvertity. Kolem 1560 se stalo Kjóto další velkou oblastí misionářské aktivity v Japonsku. V roce 1569 byl na severozápadním Kjúšú založen křesťanským daimjóem přístav Nagasaki a v roce 1579 byl dán pod správu jezuitů. V roce 1582 zde bylo okolo 150 000 konvertovaných Japonců (2 % z celkové populace) a 200 kostelů. Ale tolerance bakufu k těmto cizím vlivům klesala, jak se země stávala sjednocenější a uzavírala se. Postavení křesťanství mimo zákon začalo v roce 1587 a zcela bylo zakázáno v roce 1597. Přestože obchod s cizinou byl stále podporován, začal být brzy regulován a po roce 1640 se stalo vyloučení a potlačení křesťanství národní politikou (viz Období Edo).

## Události
- 1336: Takaudži Ašikaga se zmocnil Kjóta a vojska císaře Go-Daigoa se přesunula na jižní dvůr (Jošino, jižní Kjóto).
- 1338: Takaudži Ašikaga se prohlásil šógunem, přenesl své hlavní město do okresu Muromači v Kjótu a podporoval Severní dvůr.
- 1392: Jižní dvůr se vzdal šógunu Jošimicuovi Ašikagovi a císařství se znovu sjednotilo.
- 1397: Jošimicu Ašikaga postavil Kinkakudži.
- 1467: Válka Ónin vnesla rozkol mezi feudální pány (daimjó).
- 1489: Jošimasa Ašikaga postavil Ginkakudži.
- 1542: Ztroskotavší Portugalci uvedli do Japonska palné zbraně.
- 1546: Udžijasu Hódžó, který vyhrál bitvu u Kawagoe, se stává vládcem regionu Kantó.
- 1549: Křesťanský misionář František Xaverský přichází do Japonska.
- 1555: Motonari Móri, který vyhrál bitvu u Mijadžimy, se stává vládcem regionu Čúgoku.
- 1560: Bitva u Okehazamy
- 1568: Daimjó Nobunaga Oda vstupuje do Kjóta a ukončuje občanskou válku.
- 1570: Je založeno arcibiskupství Edo a jsou vysvěceni první japonští jezuité.
- 1570: Bitva u Anegawy
- 1573: Daimjó Nobunaga Oda svrhl bakufu Muromači a rozšířil svou vládu na celé Japonsko.
- 1573: Bitva u Mikatagahary
- 1573: Bitva u Nagašina